# Marc-René Novi
Marc-René Novi, né le 24 avril 1913 à Nice et mort le 28 avril 2002 à Paris, est un scénariste et dessinateur français de bandes dessinées.

## Biographie

### Jeunesse
Marc-René Novi est né à Nice le 24 avril 1913. Son père, Marcel Novi, est architecte et sa mère, Marie-Louise Reverend, est sans emploi. Il passe son enfance dans la ville de Nice. Après avoir mené des études secondaires, il suit des cours d'arts décoratifs à Nice. Attiré par le dessin et les arts graphiques, il commence à s’intéresser à la peinture et au dessin notamment avec l’étude des tableaux de Van Gogh, Gauguin ou encore Delacroix. Novi est aussi un grand lecteur de romans et lit pendant son enfance des classiques de la littérature française : les Petits poèmes de Baudelaire, Les Confessions de Rousseau ou diverses œuvres de Victor Hugo. Son oncle, chanoine, lui reproche ses lectures. En grandissant il s'intéresse aux ouvrages de Kafka et Dostoïevski, ainsi qu'à la bande dessinée, notamment d'origine américaine : il commence alors à découvrir les ouvrages et les dessins de Milton Caniff (Terry et les pirates, Steve Canyon) et d’Alex Raymond (Agent Secret X-9, Flash Gordon), qui vont influencer son travail. En 1942, il rencontre Louise Pellegrino au Conservatoire d’art de Nice, où il travaille la maitrise du violon et elle étudie l'art dramatique. Ils se marient le 30 avril 1943 et leur premier fils, Michel, naît en 1944.

### Début de carrière
Novi commence sa carrière de dessinateur et d'illustrateur de bandes dessinées en 1945[réf. nécessaire] au sein des Editions Populaires Monégasques. Il s’associe à Monsieur Weinstock, imprimeur voulant monter sa maison d’édition destinée à un public enfantin. La même année, les deux hommes commencent la série Les Aventures héroïques de Jim au maquis. La bande est publiée dans en fascicules de 16 pages. Huit numéros de la série sont parus. La bande est signée par deux pseudonymes : le texte est de Polsis et les dessins sont du dessinateur London. En réalité, London est le pseudonyme de Novi, mais le nom peut aussi désigner plusieurs artistes d’un studio de dessins. Novi n’est donc pas le seul réalisateur des dessins de cette publication. Dans cette même période, il prend des cours d’arts et de dessins pour améliorer la qualité de ses graphismes.
En parallèle à ces publications, Novi illustre des pages de couvertures pour la nouvelle publication des EPM : Mon Roman Filmé. Il illustre les couvertures à partir du numéro 25 ou ses dessins vont progressivement remplacés les vignettes des récits servant auparavant de couvertures. Les EPM publient une nouvelle collection appelée Chasseur de Gang dans laquelle une nouvelle série de bandes plutôt destinées à un public adulte apparaît. Novi participe à la création des Aventures sentimentales de Lulu secrétaire pin-up. Deux numéros de cette série sont publiés. En 1948, il suit la maison d’édition monégasque dans ses nouveaux locaux à Paris. La maison d’édition change de nom et devient alors les Editions Populaires Modernes (EPM). Le sigle de la maison d’édition reste inchangé. La maison d’édition pose ses valises au 143 avenue de Suffren et continue de publier ses diverses bandes. En 1949, les EPM lancent un nouveau titre dans lequel Novi occupe une place essentielle. La série Guerre et Maquis commence à être publiée. Sur la couverture de cette nouvelle série la mention de l'« Atelier Novi » met en valeur une rubrique consacrée au travail de Novi montrant ainsi la reconnaissance de son travail artistique dans la maison d’édition de Weinstock. Le succès n’est pas au rendez-vous et la série disparait en 1949. À la fin de l’année 1950, Weinstock tente de lancer une nouvelle série pour sauver sa maison d’édition avec la participation de Novi, Kalistrate, et Goherel. La série est de mauvaise qualité, les auteurs sont peu payés. Par son travail Novi arrive à maintenir à flots quelque temps la série ainsi que la maison d’éditions. Malgré tout, face aux problèmes financiers de la maison d’édition, les EPM ferment en août 1951.
Novi travaille alors pour de plus petites revues et notamment La bataille, Le journal de la femme, revue éditée par Raymonde Machard.
L'auteur s'inscrit dans l'école française du dessin réaliste d'après-guerre de par son jeu de dessins, d'utilisations des ombres, de ses influences américaines et son parcours académique[évasif].

### Renouveau professionnel
C’est durant cette[Laquelle ?] période que Novi commence à collaborer avec la Société parisienne d'édition (SPE) des frères Offenstadt. Avec la SPE, il illustre dans la revue Fillette Les aventures d’Yvette Le Mesnil, Hôtesse de l’air à partir de 1950. L’illustrateur continue de travailler chez la SPE avec des illustrations pour Le secret de la mare aux biches, conte fantastique de Julianne Ossip. Novi travaille aussi sur d’autres projets illustrés comme Correspondante de guerre et La case de l’oncle Tom ou encore La petite fée des ondes. Il participe activement à la création de la nouvelle collection Mondial Aventures, proposée par la SPE. Il y dessine également des adaptations en bandes dessinées de nouvelles et classiques de la littérature pour la collection : en 1954, La merveilleuse aventure de John Davys d'après Alexandre Dumas ; en 1955, Quo vadis ? d’après Henryk Sienkiewicz, Les Misérables d'après Victor Hugo et Salammbô d'après Gustave Flaubert.

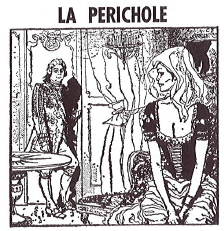
La Périchole, France Soir, 1971

À Paris, Novi fréquente quelque temps l'atelier 63 aux côtés de Raymond Poivet, Guy Mouminoux, Christian Gaty, Robert Gigi et Jean-Claude Forest. Forest reconnait être influencé par le travail de Novi. Pour le magazine Pilote, il est l’illustrateur de Ralph Lemordant en 1963. Entre 1964 et 1969, Novi travaille dans le groupe de presse Châteaudun. En partenariat avec le scénariste Marijac, il entreprend la création de bandes dessinées telles La Guêpe en 1964, Natacha en 1965, Commissaire Jupon en 1966, Le bal du Gouverneur en 1967, La fille au Fusil en 1968 et 1969 il illustre La Chouette pour Frimousse. En 1970, après un congé dû à une maladie, Novi recommence à dessiner et entre aux éditions Fleurus. Fleurus entreprend le lancement de sa nouvelle publication Formule 1 remplaçant ainsi J2 Jeunes en 1970. Sur une période de cinq ans, Novi collabore et publie différents dessins pour la revue. Sur la même période, Le Journal de Mickey commence à entreprendre la mise en place d’une équipe de dessinateurs afin de publier en France les aventures de héros récurrents. Novi, Follet, Mortier[Qui ?], Gaty vont alors travailler pour le journal. Novi collabore avec Jean-Pierre Enard pour réaliser la bande Régis Flamant. Seulement trois épisodes de cette série sont publiés. L’année suivante, il participe à la collection des Amours Célèbres et signe notamment les illustrations de La Périchole en collaboration avec Yves Grosrichard, responsable des textes de la série. La série n’est qu'éphémère et Novi change alors de projet.

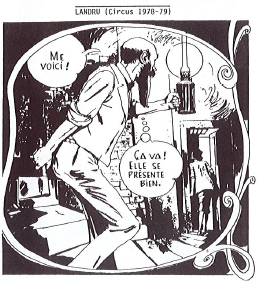
Landru, Circus, 1978

Novi tombe de nouveau malade[Quand ?], et ne produit que peu de dessins. Entre 1978 et 1979 il publie chez Circus la bande Landru sur un scénario de Biélot. Cette bande marque les dernières publications de l’artiste. Landru est le seul album de Novi, et il n’en retire pas un fort succès ni une grande notoriété. L’année suivante, il illustre la bande Viva Vivero pour la revue Chouchou. Il réalise aussi des travaux sporadiques pour diverses revues et journaux comme pour les éditions Publi-Vog au début de sa carrière puis pour France Soir, La vie en Fleur, Vaillant, ou encore les Éditions de Montsouris.

### Fin de carrière
Dans les années 1980, Novi, devient alors illustrateur pour Hachette. Il dessine notamment les couvertures des ouvrages de Simenon pour les Presses de la cité. Par la suite, il continue ce travail d'illustrateur pour Nathan. Dans cette maison d’éditions, il est chargé de l'illustration des couvertures des livres policiers proposés par Nathan dans la collection « PJ » pour quatre titres.
À partir des années 1980, la santé du dessinateur se dégrade. Novi, atteint de la maladie d'Alzheimer, ne peut plus exercer sa profession. Affaibli, il se retire de la vie artistique et ne produit plus d'illustrations. Il meurt le 28 août 2002 dans sa résidence de Paris. Un dossier dans la revue Hop ! de septembre 2003 lui est consacré.

## Postérité
Novi est un auteur de bandes dessinées parfois oublié. Durant sa carrière, il n'a pas entrepris la création d'une série de bande dessinée continue et importante. L'auteur ne crée pas de personnages emblématiques dans ses publications. De plus il ne travaille pas pour les plus grands périodiques illustrés ce qui ne lui permet pas d'accéder à une grande notoriété malgré un passage chez Vaillant et Pilote. Novi reste un auteur assez modeste, timide, loin des projecteurs, ce qui contribue à sa marginalisation dans le monde de la bande dessinée.

## Œuvres
Aux Éditions populaires monégasques / Éditions populaires modernes (EPM)
- Les aventures de Jim au Maquis, numéro 1 à 8 à partir de 1945[lire en ligne 1].
- Collection Mon roman filmé, 1945-1949.
- Collection Chasseur de gang, 4 publications, 1947
- Le yacht sans pilote, 1948.
- Les aventures sentimentales de Lulu secrétaire pin-up, 2 numéros, mars 1947-48[lire en ligne 2].

À la Société parisienne d'édition (SPE)
- Les sept aventuriers, 11 août 1949, Fillette.
- Yvette Le Mesnil hôtesse de l'air, du numéro 181 à 202 , à partir du 5 janvier 1950, Fillette.
- Les aventures du Capitaine Le Rouge, 6 pages, 1er novembre 1949, Le journal des Pieds Nickelés[7].
- Le mas perdu, 8 pages, 1er octobre 1950, Le journal des Pieds Nickelés.
- Le secret de la mare aux biches, numéro 219 (28/09/50) au numéro 229 (07/12/50) , Fillette.
- Le duel de Monsieur de Casterac, 7 pages, 1er novembre 1950, Le journal des Pieds Nickelés.
- Ne tirez pas sur le pianiste, 1er décembre 1950, Le journal des Pieds Nickelés.
- Simpang, le pirate malais, 6 pages 1er janvier 1951, Le journal des Pieds Nickelés.
- Un duel à l'américaine, 8 pages, 1er mars 1951, Le journal des Pieds Nickelés.
- Le mystère des faisans bleus, 18 pages, 10 mai 1951, l’Épatant.
- Le mystère des faisans bleus - Ressuscités, 21 juin 1951, l’Épatant.
- L'île de la mort lente,14 pages, 23 août 1951, l’Épatant.
- Salammbô, 44 planches , Mondial Aventures, 1953
- Correspondante de guerre, numéro 277 (08/11/51) au numéro 299 (10/04/52), Fillette.
- L'insaisissable Jessica, mars 1953, Fillette Spécial (Almanach)
- La Case de l'oncle Tom, numéro 367 (30.07.53) au numéro 389 (31/12/53) , Mondial Aventures.
- La merveilleuse aventure de John Davys, 1954, Mondial Aventures.
- Quo Vadis ?, couverture et deux pages de présentation, 1955, Mondial Aventures.
- Les misérables, 1955, Mondial Aventures.
- Marc et le club des Robinsons, 7 planches, août 1966, 15 ans.
- Kidnapping à Paris, 10 planches, août 1967, 15 ans.
- Le portefeuille, 10 planches août 1968, 15 ans.

Aux Éditions Dargaud
- Elisabeth Blackwell femme médecin, 21 février 1962, LINE le journal des chics filles
- Le mouchoir de linon rose, 28 novembre 1962, LINE le journal des chics filles
- Un cadeau n'est jamais perdu, 20 février 1963, LINE le journal des chics filles

Aux Éditions de Chateaudun
- La Guêpe, du numéro 142 (17 mars 1964) au numéro 155 (15 septembre 1964), 157 planches et 142 couvertures, Frimousse.
- Natacha, du numéro 185 (9 novembre 1965) au numéro 194 (15 mars 1966) 118 planches et couvertures des numéros 185,188,189, Frimousse.
- Commissaire jupons , du numéro 197 (25 avril 1966) au numéro 201 (21 juin 1966), 61 planches et couverture du numéro 197, Frimousse.
- L’ange rouge de la concierge, du numéro 202 (5 juillet 1966) au numéro 209 (11 octobre 1966), 94 planches et couverture du numéro 202, Frimousse.
- Anne-Marie Surcouf, du numéro 211 (8 novembre 1966) au numéro 215 (3 janvier 1967), 61 planches et couverture du numéro 212, Frimousse.
- Le bal du gouverneur, du numéro 225 (23 mai 1967) au numéro 228 (4 juillet 1967), 63 planches et couverture du numéro 227 Frimousse.
- La fille au fusil,du numéro 240 (mai 1968) au numéro 241 (juin 1968), 60 planches , Frimousse.
- La chouette, du numéro 248 (janvier 1969) au numéro 249 (février 1969) , 62 planches, Frimousse.

Travaux divers
- Le dernier vol, 3 planches, 16 novembre 1958, Vaillant
- Le trésor des libertadors, 18 janvier 1959, Vaillant.
- Ralph Lemordant journaliste, 1963-1964, Pilote.
- La Périchole, 1971, France Soir
- Bonne chance professeur Flamant , 30 planches entre 1972-1974, Le journal de Mickey.